# 新田
新田（しんでん）とは、新たに田や畑などとするため開墾して出来た農地のことである。また、その地名。その開墾までの流れを新田開発といい、本項では新田開発も含めて解説する。

## 江戸期の人口増加と食糧増産
日本では戦国時代、各大名が国力を高めるため競うように米の増産、農地開拓に取り組んだ。戦国時代末期から江戸時代初期にかけて、食糧が増産されたことなどで人口は増加したが、かえって食糧が不足し、主食とする米が必要とされた。 そのため江戸時代初期の17世紀以降、江戸幕府や各藩の奨励のもと、役人や農民たちの主導で湖や潟、浅瀬などで埋め立てや干拓が行われ、陸地が増やされ耕地となった。あるいは丘陵地帯や台地、谷地（やち・やつ、台地と台地の間の谷間の湿地帯）など内陸部の荒れ地でも新田の開拓が行われた。こうした新田開発を通じ、江戸時代初期に全国で1800万石だった石高は、江戸時代中期には2500万石、後期には3000万石と倍増に近い勢いで拡大し、特にそれまで畿内などに比べ開発が遅れていた東北、関東、中国、九州などでは湖沼や干潟が新田開発され農地が大きく増えた。
その背景には、測量技術の向上がある。大量の水を必要とする水田の場合は、自然の降雨のみによる供給は不可能であり、灌漑用水の整備が欠かせない。しかしながら平坦地、あるいはごく緩やかな傾斜地では用水路の掘削は不可能であり、戦国時代以前は一定以上の傾斜地でないと水田の開拓は不可能であった。それが大名や幕府の主導による大規模な測量によって、平地に開拓された水田への水供給が可能になったのである。また逆に、湖沼や泥湿地のような場所に大規模な排水路を整備しての水田化も行われた。あるいは干潟において干拓工事による水田化も行われた。
江戸幕府は、17世紀後半の無謀な新田開発の乱発を一旦は抑制したが、8代征夷大将軍・徳川吉宗の時代に行われた享保の改革では、「見立新田十分一の法」などを施行し開発者に利益を保証することで商人など民間による新田開発を奨励した。また10代征夷大将軍・徳川家治など、多くの将軍や老中が新田開発を政策的に行った。
これら江戸期の大規模な開発により、それ以前に湖沼や干潟、三角州が広がっていた地域から水辺が失われ、自然形態に影響を及ぼしたともいわれる。
また、時代を経るに従い河川敷や扇状地など水害の常襲地にも新田が形成されたため、相対的に農地の災害感受性は高いものとなり、ひとたび台風などの集中豪雨で災害が発生すると地域経済は壊滅的なダメージを受けることとなった。加賀藩の例では無秩序な新田開発への対応として定期的な河川工事（川除普請）を余儀なくされている。

## 新田の分類
小規模な新田は農民が自力で行ったが、中には沼などを丸ごと開発して巨大な農地に変え、村を新設するような大規模な新田開発も多かった。こうした大規模新田開発は、開発を申し出た者に対し勘定奉行などが許可を行い、工事が行われた。新田開発の後は数年間年貢が免除される「鍬下年期」などの特権もあった。
その開発を主導した者によって新田開発はさまざまに分類される。
官営の新田
代官見立新田（だいかんみたてしんでん）
幕府天領の代官が新田開発に適当な土地を見立て、既存の村や農地や河川に悪影響がないか調査した上で許可される。代官は新田から上がる年貢の10分の1を手にすることができた。
藩営新田（はんえいしんでん）
藩が主導で行うもの。農民たちに農地開発に必要な資材を提供して新田を開発させ、彼らに鍬下年期を保障した。

民営の新田
土豪開発新田（どごうかいはつしんでん）
中世以降の土豪たちが、兵農分離により武士としての立場を放棄させられ、多摩ほか各地で大富農となっていた。こうした土豪が資金を出し、周辺住民に労役を出させて開発した新田。
村請新田（むらうけしんでん）
農民たちが話し合い、村全体で資金と労力を出し合い開発する新田。
町人請負新田（ちょうにんうけおいしんでん）
資金力のある大都市などの商人が開発し、小作農を雇って耕させる新田。後述の鴻池新田や紫雲寺潟新田が有名。
官営の新田は東北や北陸、九州などの藩に多く、また利根川水系開発など幕府・藩の計画による河川大規模改修や浅瀬の干拓に付随したものが多かった。一方、商人による町人請負新田は民営新田開発の主流を成した。彼らは新田開発ブームに便乗しており、その計画はしばしば無謀で、水資源を荒らし既存の村と軋轢を起こし、水害で破壊されるなど失敗に終わるものもあった。また開発成功後は、小作農から小作料として年貢を取る不在地主となった(寄生地主制)。とはいえこれは新田開発を加速させるため、江戸幕府が享保の改革などで奨励した側面もあった。享保の改革とともに、新田の主流は官営の代官見立新田から民営の町人請負新田へと変わってゆく。

### 畿内
畿内では淀川水系の治水と同時に、大和川付け替えの跡地や大阪湾岸の河口の浅瀬で次々と商人による新田開発が行われた。大阪平野の多くの土地はこの時期に水辺から陸地になった場所が多く、こうした新田の名には開発した商人の名がつけられ、現在でも土地の地名に商人の名に由来するものが多く残っている。（例：鴻池家が開発した鴻池新田など）これら新田には「会所」（かいしょ/かいじょ）と呼ばれる管理事務所があり、小作人からの年貢米徴収・貯蔵や、新田の堤防・水路などの維持管理業務、役人への応対などを行っていた。

### 中部
享保の改革を受けた商人たちによって、越後国の紫雲寺潟（しうんじがた、新田開発の中でも日本最大級のもの）や、濃尾平野の木曽川河口部でも、大規模な町人請負新田の開発が行われた。木曽川下流域は多くの水路が引かれ扇状地が水田になったほか、河口の干潟が次々干拓されて水田に変えられていった。もっとも、木曽川はすさまじい水害で知られる川だったため、住民は輪中を築いて対抗することになる。

### 関東
関東平野では17世紀以降に利根川など大河の流れが、水害防止や水上輸送の便のため大きく付け替えられ（利根川東遷事業）、これに合わせて農民や幕府、藩の手で旧河道や沼地、丘陵地などの新田開発が行われた。代表的なものは、代官や勘定所など幕府官僚による「飯沼」や「見沼」、「椿海」といった巨大な湖沼の干拓・新田化、武蔵野台地では川越藩主の松平信綱による玉川上水や野火止用水など新田開発のためのいくつもの用水路建設、同じく川越藩主の柳沢吉保による三富新田開発、小宮山杢進による、下総小金牧周辺の原野新田の開発などが知られる。それまで雑木林や湿地帯などの荒地だった関東平野の多くは、江戸時代以降急速に農地化した。

### 東北、中国、九州
このほか、東北地方の各地、吉備の穴海・児島湾、有明海などで河口・沼・干潟の農地化・新田開発が進められ、農地が広がった。特に東北など、それまで辺境だった地域でも米の生産が急上昇して、その経済が潤い文化の発展に繋がった。

## 新田開発の苦難
しかし、新田開発は巨額の利益が期待できる半面、開発の難航による資金難のリスクがあった。新田に投資した商人には破産する者もおり、鴻池家などの大商人も新田開発でかえって出費がかさむ結果になった。新田開発される荒れ地や沼地や山林の多くは、旱魃や水害のリスクが高いために開発が進んでいなかったのであり、古くからの農地より自然災害の危険が高い土地が多かった。多くの新田が水害で破壊され、近隣の村との水争いが発生した新田もあった。
新田開発失敗の例では、下総国の印旛沼や手賀沼があげられる。これらの湖沼では、近隣の農民たちが何度も干拓に挑戦したが利根川水系からの水の逆流によって失敗し続けた。田沼意次や水野忠邦らにより、幕府による巨費を投じた大規模な新田開発も試みられたが、水害による堤防や新田の崩壊、財政難、指揮を執った老中の失脚などにより中断され、いずれも第二次世界大戦後になるまで本格的な干拓・農地化は成功しなかった。
九州の有明海一帯では、潮きり堤防を用いた干拓、新田開発が盛んに行われたが、これらの新田は高潮被害に直面することもあった。1927年（昭和2年）9月13日の台風接近時には、高潮が熊本県の海岸部を襲い、新田地帯の住民は避難する間もなく家ごと押しつぶされ波にさらわれる被害も生じた。死者・行方不明者423人、重傷者23人。